# اورسارا بورمیدا
اورسارا بورمیدا (به ایتالیایی: Orsara Bormida) یکی از شهرستانهای استان آلساندریا در منطقه ایتالیایی پیدمونت می‌باشد که در ۸۰ کیلومتری جنوب شرقی تورین، ۲۵ کیلومتری جنوب آلساندریا و ساحل سمت راست رودخانه بورمیدا واقع شده‌است.
اورسارا بورمیدا با این مناطق شهری مرز مشترک دارد: مونتالدو بورمیدا، مورساسکو، ریوالتا بورمیدا، تریسوبیو، و استروی. این شهرستان در یک محدوده که پیش از این جنگلی بوده‌است هماکنون واقع شده‌است و از سده ۱۳ (میلادی) در منطقه به کشاورزی رو آورده شده‌است. این شهرستان تا سال ۱۵۳۰ قسمتی از املاک خانواده مالاسپینا بوده‌است؛ و همچین محل ساخت قلعه‌ای مربوط به سده ۱۱ (میلادی) می‌باشد.